# طالع النخل (فلم)
طالع النخل  فيلم دراما للمخرج محمد فاضل عام 1988 عن قصة وسيناريو وحوار الطبيب والمخرج والكاتب عصام الشماع. الفيلم من بطولة فردوس عبد الحميد، صلاح السعدني، عبدالسلام محمد، أحمد راتب، وعبد الله محمود  وتدور الأحداث حول المزارع الشاب محمد الذي يصاب بمرض البلهارسيا وتسوء حالته فيذهب إلى القاهرة حيث تلتقطه طبيبة تبحث عن حالات مرضية مشابهة لتجري عليها أبحاثها، وينخرط محمد وسط مجموعة من المرضى الفقراء الباحثين عن المال بعرض حالاتهم على طلاب كلية الطب.
صدر الفيلم في يناير 1988.
منح موقع قاعدة بيانات الأفلام العربية «السينما.كوم» الفيلم درجة 5.8/ 10.

## طاقم التمثيل
فردوس عبد الحميد: في دور أمل شوقي (طبيبة بمستشفى القصر العيني)
صلاح السعدني: في دور مصطفى (مريض القلب بمستشفى القصر العيني)
أحمد راتب: في دور عطا (مريض القلب بمستشفى القصر العيني)
عبد الله محمود: في دور محمد سيد أحمد (مريض البلهارسيا)
دينار أنور: في دور نعمة سيد (حبيبة محمد)
محمد متولي: في دور شعبان
محمد توفيق: في دور والد الدكتورة أمل (فنان ومثال)
نادية رفيق: في دور أم محمد (والدة محمد سيد أحمد)
عدوي غيث: في دور الشيخ سيد (والد نعمة)
عمرو محمد علي (الطفل): في دور حسين سيد أحمد (شقيق محمد)
أحمد الدمرداش (طفل): في دور حمادة صلاح (ابن المريض صلاح)
ليلى درويش: في دور صفاء (شقيقة المريض صلاح)
بالاشتراك مع: عبد السلام محمد – ياسر علي ماهر – علي جوهر – عواطف تكلا - أحمد الزناري – أحمد الهادي – عبد الله الصفتي – عبد السلام محمود – سالم سالم  

## الموسيقى والأغنية
الموسيقى من وضع الموسيقار علي سعد
كلمات أغنية المقدمة: محمد بهجت
التوزيع الموسيقي: الموسيقار إبراهيم راديو
غناء: علي الحجار

## أحداث الفيلم
يعمل محمد سيد أحمد (عبد الله محمود)، الحاصل على دبلوم الزراعة، في تقليم النخيل بكفر الحلال بمركز سنتريس بالمنوفية، ويرعى والدته (نادية رفيق) وشقيقه الصغير حسين (عمرو محمد على) ويحب نعمة (دينار أنور) ابنة الشيخ سيد (عدوى غيث). يصاب محمد، مثل غالبية أطفال الريف المصري، بالبلهارسيا نتيجة الاستحمام بالترعة، ويهمل في العلاج حتى يتضخم كبده وطحاله وينزف من معدته. يطلب الشيخ سيد من محمد السفر للخليج لمدة عامين ليكون نفسه، كما فعل شعبان (محمد متولي) الذي عاد من الخليج ومعه سيارة «بيجو» حولها إلى سيارة أجرة، وأصبح ميسور الحال. يخبر طبيب الوحدة محمد أن حالته متأخرة، ولابد من إجراء جراحة لوقف النزيف، ويسلمه خطاب لدخول مستشفى القصر العيني، حيث تستقبله هناك الدكتورة أمل شوقي (فردوس عبد الحميد) التي تجري أبحاث الماجستير على البلهارسيا، وتقوم بإدخاله عنبر 6 المخصص للأمراض المزمنه، وتقنعه أنها ستعالجه قبل اللجوء للجراحة. كان هدف الدكتورة أمل هو إجراء الأبحاث عليه قبل أن يشفى تماماً. يمتلئ عنبر 6 بمجموعة من المرضى الذين تستغلهم المستشفى الجامعي في اختبارات طلبة كلية الطب، وكان أخطر المرضى هو مصطفى (صلاح السعدني) مريض القلب الذي كان يعمل نقاشا وهو مطلق ويعيش مع شقيقته صفاء (ليلى درويش) وإبنه حمادة (أحمد الدمرداش) ويعمل بالعنبر سمسار للحالات المرضية النادرة حيث يعرضها على طلبة كلية الطب للتمرين، كما يورد الحالات لطلبة الدراسات العليا بمقابل مالي، ومن مصلحته أن يظل المرضى دون شفاء لإستغلالهم في كل عام دراسي. يساعده صلاح في أنشطته مريض القلب الآخر عطا (أحمد راتب). يرفض محمد المتاجرة بمرضه، ويستمر على زيارته لبيت الدكتورة أمل لفحصه دون مقابل، على أمل الشفاء والزواج من نعمة بعد السفر. يستاء والد الدكتورة أمل الفنان المثال (محمد توفيق) من متاجرة إبنته بآلام الناس، فيستيقظ ضميرها، وتقرر عرض محمد على الجراحين، ولكنها تكتشف أنها تأخرت في عرضه، وأن لا أمل له في الشفاء. يلح شعبان على الشيخ سيد للزواج بابنته نعمة، ويرى الشيخ سيد الخير لابنته في هذا الزواج مما يدفع محمد للتعاون مع مصطفى  لعرض نفسه على طلبة كلية الطب من أجل المال. يرغب محمد في إجراء العملية الجراحية، خصوصا بعد أن اقتنع عطا بإجراء عمليته ونجحت وشفي تماماً وترك العنبر. يقتنع مصطفى أيضا بالعملية الجراحية ويقرر قبولها من أجل إبنه حماده، ولكنه كان قد تأخر ومات قبل إجراءها. تقرر الدكتورة أمل التكفير عن ذنبها وتذهب إلى كفر الحلال وتنتشل حسين، شقيق محمد، من الخوض في الترعة، لترعاه وتعالجه من البلهارسيا مبكرا، قبل أن يلقى مصير أخيه محمد.

## وصلات خارجية
- مقالات تستعمل روابط فنية بلا صلة مع ويكي بيانات
- طالع النخل على موقع الدهليز